# Thomas Müller (esquiador)
Thomas Müller (Aschaffenburg, 5 de marzo de 1961) es un deportista alemán que compitió para la RFA en esquí en la modalidad de combinada nórdica. 
Participó en dos Juegos Olímpicos de Invierno, obteniendo una medalla de oro en Calgary 1988, en la prueba por equipo (junto con Hans-Peter Pohl y Hubert Schwarz), y el quinto lugar en Sarajevo 1984, en el trampolín normal +15 km individual.
Ganó dos medallas de oro en el Campeonato Mundial de Esquí Nórdico, en los años 1985 y 1987.

## Palmarés internacional
| Juegos Olímpicos   | Juegos Olímpicos  | Juegos Olímpicos | Juegos Olímpicos          |
| Año                | Lugar             | Medalla          | Prueba                    |
| ------------------ | ----------------- | ---------------- | ------------------------- |
| 1988               | Calgary (Canadá)  | Medalla de oro   | TN + 3 × 10 km por equipo |
| Campeonato Mundial |                   |                  |                           |
| Año                | Lugar             | Medalla          | Prueba                    |
| 1985               | Seefeld (Austria) | Medalla de oro   | TN + 3 × 10 km por equipo |
| 1987               | Oberstdorf (RFA)  | Medalla de oro   | TN + 3 × 10 km por equipo |